# Île Nadeau (Côte-Nord)
Pour les articles homonymes, voir Nadeau.
L'île Nadeau est située dans l'Est du Québec en Basse-Côte-Nord dans la Côte-Nord au Canada.